# Writing with Fire
Writing with Fire ist ein indischer Dokumentarfilm aus dem Jahr 2021, unter der Regie der Filmemacher Sushmit Ghosh und Rintu Thomas über die Journalistinnen, die die von Dalit-Frauen geführte Zeitung Khabar Lahariya leiten, während sie von 14 Jahren Print- zu digitalem Journalismus wechseln. Es ist der erste indische Dokumentarfilm, der für einen Oscar als bester Dokumentarfilm nominiert wurde.
Der unter Ghosh und Thomas von Black Ticket Films produzierte Film hatte seine Weltpremiere beim Sundance Film Festival 2021, wo er zwei Preise gewann, den Publikumspreis und einen Sonderpreis der Jury in der Kategorie World Cinema Documentary. Er erhielt einstimmige Anerkennung von Filmfestivals, Kritikern und Presse. Der Film gewann mehrere internationale Preise. Er wurde von der New York Times als „Critics Pick“ bezeichnet, und Jason Rezaian von der Washington Post nannte ihn „den inspirierendsten Journalismusfilm – vielleicht aller Zeiten“.

## Zusammenfassung
Writing with Fire erzählt die Geschichte von Khabar Lahariya, der einzigen Nachrichtenagentur in Indien, welche von Dalit-Frauen geführt wird. Ausgestattet mit Smartphones berichten diese Journalistinnen aus einigen der schwierigsten Regionen des Landes und riskieren alles, um die Wahrheit berichten zu können. Geleitet von Chefreporterin Meera und ihrer temperamentvollen Stellvertretung, der Kriminalreporterin Suneeta, zeugt der Film vom Verstand, der Intelligenz und dem Mitgefühl dieser Journalisten, die sich mit den dringendsten Themen unserer Zeit auseinandersetzen.
Vor dem Hintergrund einer zunehmend polarisierten Welt begibt sich Writing with Fire fünf Jahre lang mit Meera und ihrer Gruppe von Schwestern auf die Reise, während sie an vorderster Front die größten Probleme Indiens und innerhalb der Grenzen ihrer Heimat Traditionen brechen und dabei neu definieren, was es wirklich bedeutet mächtig sein.

## Rezeption

### Kritik
Der Film hat bei Rotten Tomatoes von Kritikern eine 100%-Punktzahl erhalten, welche auf 51 Rezensionen mit einer durchschnittlichen Bewertung von 8,40/10 basiert. Die Kritik der Seite lautet: „Writing with Fire ist eine aufrüttelnde Hommage an die Macht des Journalismus und bietet einen erschreckenden Einblick in die Kräfte, die gegen diese gerichtet sind“.
Metacritic gab dem Film eine Punktzahl von 83 von 100, basierend auf 11 Rezensionen, was auf „allgemeine Anerkennung“ hinweist.
Jessica Kiang von Variety bewertete den Film als „mitreißende, inspirierende Hommage an den Stolz des indischen Basisjournalismus“. Inkoo Kang von The Hollywood Reporter nannte den Film „aufschlussreich und inspirierend“. während Kate Erbland von IndieWire ihn als „tiefgreifend“ bewertete. Die Los Angeles Times nannte den Film „eine lebenswichtige, anregende Nachricht von der Front des konsequenten Bürgerjournalismus“, während der San Francisco Chronicle, der dem Film eine 5-Sterne-Bewertung gab, sagte, „sogar Woodward und Bernstein würden von den Reporterinnen von India's Writing with Fire“ inspiriert sein.

### Statement derKhabar-Lahariya-Journalistinnen
Der Film und seine Wirkung wurden von Kavita Devi, der Mitgründerin von Khabar Lahariya, und verschiedenen Teammitgliedern, die über 14 Monate seit seiner Weltpremiere in Sundance mit dem Film auf Filmfestivals und Konferenzen mit den Filmemachern auftraten, positiv aufgenommen. Meera Devi, die Hauptdarstellerin von Writing With Fire und Chefredakteurin der Nachrichtenagentur, beschrieb die Wirkung des Films wie folgt: „Aus globaler Sicht sind wir viel populärer geworden, seit der Film [in Sundance] herauskam. Sowohl persönlich und beruflich hat es die Zeitung und ihre Arbeit wirklich bereichert. Wir haben eine ganz andere Art von Popularität erlebt und das ist wirklich gut.“
Über ein Jahr später, nachdem der Film für einen Oscar nominiert worden war, gab die Organisation ein Statement ab, in der sie den Film dafür kritisierte, dass er ein vereinfachtes, unvollständiges Profil ihrer Arbeit und den „aufwändigen Fokus der Berichterstattung auf eine Partei“ präsentierte, welche die NPR als Bharatiya Janata Party (BJP), Indiens nationale Regierungspartei, identifizierte.
Srishti Mehra, Outreach Manager bei Chambal Media, behauptete, dass diese „falsche Darstellung“ die Sicherheit und den Ruf von Khabar Lahariya und seinen Journalisten beeinträchtigen könnte.

## Auszeichnungen
Im Dezember 2021 wurde bekannt gegeben, dass der Film bei den 94. Oscar-Verleihungen im Jahr 2022 in die engere Wahl für den Oscar als bester Dokumentarfilm aufgenommen wurde, und im nächsten Februar wurde bekannt gegeben, dass er in dieser Kategorie nominiert wurde.
| Award                                               | Datum             | Kategorie                                                                            | Resultat                                     | Ref                  |
| --------------------------------------------------- | ----------------- | ------------------------------------------------------------------------------------ | -------------------------------------------- | -------------------- |
| Oscar                                               | 27. März 2022     | Bester Dokumentarfilm                                                                | Rintu Thomas and Sushmit Ghosh – nominiert   | [ 16 ]               |
| Asia Pacific Screen Awards                          | 11. November 2021 | Bester Dokumentarfilm                                                                | nominiert                                    | [ 17 ]               |
| Belfast Film Festival                               | 13. November 2021 | Maysles Brothers Award für Dokumentarfilm                                            | gewonnen                                     |                      |
| Bergen International Film Festival                  | 28. Oktober 2021  | Checkpoints Award für den besten Dokumentarfilm über Menschenrechte                  | gewonnen                                     | [ 18 ]               |
| BlackStar Film Festival                             | 9. August 2021    | Bester Dokumentarfilm                                                                | gewonnen                                     | [ 19 ]               |
| BlackStar Film Festival                             | 9. August 2021    | Publikumspreis – Bester Dokumentarfilm                                               | gewonnen                                     | [ 19 ]               |
| Cinema Eye Honors                                   | 1. März 2022      | Publikumspreis                                                                       | nominiert                                    | [ 20 ]               |
| Cinema Eye Honors                                   | 1. März 2022      | Die Unvergesslichen                                                                  | gewonnen                                     | [ 20 ]               |
| Dokufest                                            | 14. August 2021   | Truth Dox                                                                            | gewonnen                                     | [ 21 ] [ 22 ]        |
| Films from the South Festival                       | 18. November 2021 | Doc:South Award                                                                      | gewonnen                                     | [ 23 ]               |
| IDA Documentary Awards                              | 4. März 2022      | Bester Film                                                                          | gewonnen                                     | [ 24 ] [ 25 ]        |
| International Documentary Film Festival Amsterdam   | 26. November 2021 | NPO IDFA Publikumspreis                                                              | gewonnen                                     | [ 26 ]               |
| Kraków Film Festival                                | 5. Juni 2021      | Silber-Horn für den besten Film zu sozialen Themen                                   | gewonnen                                     | [ 27 ]               |
| Molodist                                            | 5. Juni 2021      | Beste Dokumentation                                                                  | gewonnen                                     | [ 28 ]               |
| Mountainfilm-Festival Graz                          | 31. Mai 2021      | Special-Preis der Jury – Bester Dokumentarfilm                                       | gewonnen                                     |                      |
| Producers Guild of America Award                    | 19. März 2022     | Hervorragender Produzent von Dokumentarfilmen                                        | nominiert                                    | [ 29 ]               |
| San Francisco International Film Festival           | 17. April 2021    | McBaine Dokumentarfilm-Preis                                                         | gewonnen                                     | [ 30 ]               |
| Seattle International Film Festival                 | 18. April 2021    | Special Jury Prize – Documentary Competition                                         | Writing with Fire – gewonnen                 | [ 31 ]               |
| Social Impact Media Awards                          | 10. Februar 2022  | Beste Dokumentation                                                                  | nominiert                                    | [ 32 ] [ 33 ] [ 34 ] |
| Social Impact Media Awards                          | 10. Februar 2022  | Bester Regisseur                                                                     | Rintu Thomas and Sushmit Ghosh – gewonnen    | [ 32 ] [ 33 ] [ 34 ] |
| Social Impact Media Awards                          | 10. Februar 2022  | Bester Schnitt                                                                       | Sushmit Ghosh and Karan Thapliyal – gewonnen | [ 32 ] [ 33 ] [ 34 ] |
| Sundance Film Festival                              | 2. Februar 2021   | Publikumspreis: Welt-Kino-Dokumentation – Jury-Spezialpreis – Wirkung für den Wandel | Rintu Thomas and Sushmit Ghosh – gewonnen    | [ 35 ]               |
| Sundance Film Festival                              | 2. Februar 2021   | Welt-Kino-Dokumentation                                                              | Rintu Thomas and Sushmit Ghosh – gewonnen    | [ 35 ]               |
| Semana Internacional de Cine de Valladolid          | 30. Oktober 2021  | Zeit-für-Geschichte-Preis                                                            | Writing with Fire – gewonnen                 | [ 36 ]               |
| Semana Internacional de Cine de Valladolid          | 30. Oktober 2021  | Förderpreis                                                                          | Writing with Fire – gewonnen                 | [ 36 ]               |
| Wisconsin Film Festival                             | 20. Mai 2021      | Publikumsliebling Dokumentarfilm                                                     | Writing with Fire – gewonnen                 | [ 37 ] [ 38 ]        |
| Internationales Dokumentarfilmfestival von Yamagata | 14. Oktober 2021  | Bürgerpreis                                                                          | Writing with Fire – gewonnen                 | [ 39 ]               |